# 1984年11月22日日食
1984年11月22日日食是一次日全食，發生於1984年11月22日（東半球為11月23日）。新月當天（即朔日），地球上觀測到月球和太阳的角距離極小，此時月球如果恰好在月球交點附近，穿過太阳和地球之間，與地球、太阳接近一直線，則會出現日食。月球本影接觸地表而使該區域完全得不到陽光，就會形成日全食，同時在本影兩側數千公里的半影範圍內遮擋部分陽光，形成日偏食。此次日全食經過了印尼和巴布亚新几内亚兩國的部分島嶼，日偏食則覆蓋了大洋洲的大部分及周邊部分地區。

## 日食概況

### 出現區域
哈馬黑拉島南部的哈馬黑拉海沿岸在11月23日日出時最先看到日全食，此後月球本影向東南經過了印尼東部的部分島嶼，跨過新幾內亞、珊瑚海，此後本影再也未經過任何陸地。在新西兰北島東角以東約680公里的南太平洋洋面達到最大食分後，本影逐漸轉為向東移動，跨過很長的洋面後結束於智利亞歷山大塞爾扣克島以西約630公里處，此時早已越過國際日期變更線，是11月22日日落時分。陸地上看到的日全食均在11月23日。
本次月球本影經過的陸地全都是島嶼，依次包括：
- 印度尼西亞：马鲁古省的哈馬黑拉島南部靠近哈馬黑拉海的小部分、維迪群島（Widi）（今屬北马鲁古省），伊里安查亞省今屬西巴布亞省的布群島（英语：Boo Islands）除西南部外的大部、科菲奧群島、維因島（Weeim）及其周圍小島和今西巴布亞省在新幾內亞島上部分的中部偏南，及今巴布亚省中部偏南；
- ：自西北向東南跨過西部省中部後經過海灣省西南角、中央省南部的一小部分。[3][4]

除了狹窄的全食帶內能看見日全食之外，月球半影覆蓋範圍內都能看到日偏食，包括大洋洲除密克羅尼西亞島群北部和玻里尼西亞島群北部外的大部分，及马来群岛東南半部、南美洲南部、南极洲的南極半島和靠近太平洋的約三分之一。其中國際日期變更線兩側大約各有一半，該線以東的部分在11月22日看到日食，以西部分在11月23日看到日食。巴布亚新几内亚首都莫尔兹比港距全食帶北緣僅約5.2公里，能看到食分為0.998的日偏食。

### 基本參數
- 類型：日全食
- 食甚中心處（位於新西兰北島以東約680公里的南太平洋）資料：
  - 時間：1984年11月22日22:53:22.5
  - 地點：37°47.2′S 173°39.1′W / 37.7867°S 173.6517°W
  - 食分：1.0237（全食帶內最大）
  - 日全食持續時間：1分59.5秒

## 觀測
傑·珀薩喬夫教授率領的美国威廉姆斯学院的觀測隊前往巴布亚新几内亚觀測了日全食，拍攝了日食過程及日冕的圖片，以及贝利珠和日冕的照度。除觀測之外，隊員還到了巴布亚新几内亚北部的塞皮克河附近等地。

## 相關的日食

### 1982-1985年的日食
月球交替位於相對的月球交點時，以半個交點年（食年），即約177天又4小時間隔出現下列日食。
註：1982年1月25日和1982年7月20日的日偏食屬於上一組交點年系列。
| 升交點   | 升交點                   |                            | 降交點                    | 降交點 |
| 沙羅週期 | 地圖                     | 沙羅週期                   | 地圖                      |        |
| 117      | 1982年6月21日 偏食（南） | 122                        | 1982年12月15日 偏食（北） |        |
| 127      | 1983年6月11日 全食       | 132                        | 1983年12月4日 環食        |        |
| 137      | 1984年5月30日 環食       | 142 新西兰吉斯伯恩的日偏食 | 1984年11月22日 全食       |        |
| 147      | 1985年5月19日 偏食（北） | 152                        | 1985年11月12日 全食       |        |

### 沙羅周期
沙羅周期長度為18年11天。本次日食屬於沙羅周期142，共包含72次日食，依次為1624年4月17日至1750年7月3日的8次日偏食、1768年7月14日的1次全環食（亦稱混合食）、1786年7月25日至2543年10月29日的43次日全食、2561年11月8日至2904年6月5日的20次日偏食，總共歷時1280.14年。其中最長的全食發生於2291年5月28日，共持續了6分34秒。
下表列舉了1901年至2100年間發生的屬於該周期的日食，是第17至27次：
| 17             | 18             | 19            |
| -------------- | -------------- | ------------- |
| 1912年10月10日 | 1930年10月21日 | 1948年11月1日 |
| 20             | 21             | 22            |
| 1966年11月12日 | 1984年11月22日 | 2002年12月4日 |
| 23             | 24             | 25            |
| 2020年12月14日 | 2038年12月26日 | 2057年1月5日  |
| 26             | 27             |               |
| 2075年1月16日  | 2093年1月27日  |               |

## 資料來源
1. ↑  樊忠玉. . 中国天文科普网.   [2016-02-28]. （原始内容存档于2014-09-17）.
2. 1 2  Fred Espenak. . NASA Eclipse Web Site.   [2016-02-28]. （原始内容存档于2020-10-24）.（英文）
3. ↑  Fred Espenak. . NASA Eclipse Web Site.   [2016-02-28]. （原始内容存档于2020-10-24）.（英文）
4. ↑  Xavier M. Jubier. .   [2025-02-27].（法文）（英文）
5. ↑  Fred Espenak. . NASA Eclipse Web Site.   [2016-02-28]. （原始内容存档于2008-08-29）.（英文）
6. ↑  . Williams College.   [2016-02-28]. （原始内容存档于2020-09-27）.（英文）
7. ↑  Fred Espenak. . NASA Eclipse Web Site.（英文）

## 外部連結
- NASA日食專頁（页面存档备份，存于）（英文）
- 可見區域圖和時間統計：由弗雷德·埃斯佩纳克做出的日食預報，NASA/GSFC
  - Google互動地圖呈現的日食範圍
  - 貝塞爾元素
- Google地圖顯示的日環食和日偏食範圍（法文）（英文）

| \| \| 日食 \|                             |                               |                                           |
| 上一次日食： 1984年5月30日日食 （日環食） | 1984年11月22日日食 （日全食） | 下一次日食： 1985年5月19日日食 （日偏食） |
| 上一次日全食： 1983年6月11日日食          | 1984年11月22日日食 （日全食） | 下一次日全食： 1985年11月12日日食         |
|                                           | 日食                          |                                           |